# Coppa di Grecia 2014-2015 (pallavolo maschile)
La Coppa di Grecia 2014-2015 si è svolta dal 4 febbraio al 15 marzo 2015: al torneo hanno partecipato 16 squadre di club greche e la vittoria finale è andata per la prima volta al PAOK.

## Regolamento
La competizione si svolge in tre fasi:
- La prima prevede incontri a livello locale tra club amatoriali;
- La seconda prevede cinque turni preliminari, nel corso dei quali scendono in campo anche i club partecipanti all'A2 Ethnikī;
- La terza prevede la partecipazione dei dodici club di Volley League e delle quattro formazioni qualificate dal turno precedente, che giocano ottavi, quarti di finale e final-four, disputando sempre incontri in gara unica.

## Squadre partecipanti
| - AEK Atene - Ethnikos Alexandroupolīs - Arīs Salonicco - Chania - Foinikas Syro - Īraklīs Salonicco - Kīfisia - Lamia | - MENT - Olympiakos - Orestiada - PAOK - Pamvochaïkos - Panachaïkī - Panathīnaïkos - Pīgasos Polichnīs |

## Torneo

### Ottavi di finale
| 4 febbraio 2015 ?, ? Durata: - Spettatori:  | Pamvochaïkos      | 0 - 3 | Olympiakos               | 23-25, 18-25, 20-25               |
| 4 febbraio 2015 ?, ? Durata: - Spettatori:  | Orestiada         | 3 - 1 | MENT                     | 21-25, 25-19, 25-18, 25-22        |
| 4 febbraio 2015 ?, ? Durata: - Spettatori:  | Panachaïkī        | 3 - 2 | AEK Atene                | 22-25, 26-24, 24-26, 25-18, 15-9  |
| 5 febbraio 2015 ?, ? Durata: - Spettatori:  | PAOK              | 3 - 0 | Arīs Salonicco           | 25-23, 25-17, 25-17               |
| 5 febbraio 2015 ?, ? Durata: - Spettatori:  | Panathīnaïkos     | 1 - 3 | Foinikas Syro            | 20-25, 22-25, 25-23, 22-25        |
| 8 febbraio 2015 ?, ? Durata: - Spettatori:  | Pīgasos Polichnīs | 0 - 3 | Lamia                    | 14-25, 20-25, 16-25               |
| 11 febbraio 2015 ?, ? Durata: - Spettatori: | Chania            | 1 - 3 | Kīfisia                  | 25-23, 16-25, 13-25, 20-25        |
| 11 febbraio 2015 ?, ? Durata: - Spettatori: | Īraklīs Salonicco | 2 - 3 | Ethnikos Alexandroupolīs | 21-25, 29-27, 25-12, 15-25, 10-15 |

### Quarti di finale
| 18 febbraio 2015 ?, ? Durata: - Spettatori: | Orestiada                | 2 - 3 | Olympiakos | 25-21, 21-25, 25-20, 23-25, 10-15 |
| 18 febbraio 2015 ?, ? Durata: - Spettatori: | Foinikas Syro            | 3 - 2 | Lamia      | 20-25, 24-26, 25-17, 25-23, 15-11 |
| 18 febbraio 2015 ?, ? Durata: - Spettatori: | Ethnikos Alexandroupolīs | 0 - 3 | PAOK       | 20-25, 24-26, 14-25               |
| 18 febbraio 2015 ?, ? Durata: - Spettatori: | Panachaïkī               | 0 - 3 | Kīfisia    | 18-25, 21-25, 22-25               |

### Final-four

#### Semifinali
| 14 marzo 2015 KG Ermoupolīs D. Vikelas, Siro-Ermopoli Durata: - Spettatori: | PAOK       | 3 - 1 | Foinikas Syro | 25-19, 25-23, 16-25, 25-18 |
| 14 marzo 2015 KG Ermoupolīs D. Vikelas, Siro-Ermopoli Durata: - Spettatori: | Olympiakos | 3 - 0 | Kīfisia       | 28-26, 25-19, 25-20        |

#### Finale
| 15 marzo 2015 KG Ermoupolīs D. Vikelas, Siro-Ermopoli Durata: - Spettatori: | PAOK | 3 - 1 | Olympiakos | 25-21, 26-28, 25-22, 25-22 |